# Нердва (река)
Не́рдва — река в Пермском крае, левый приток Обвы. Устье реки находится в 20 км по левому берегу Обвы. Длина реки — 115 км, площадь водосборного бассейна — 1060 км².
Река образуется слиянием двух небольших рек — Большая Нердва и Малая Нердва. Исток лежит в лесном массиве на юге Кудымкарского района в 7 км к северо-западу от села Ленинск на водоразделе бассейнов Обвы и Иньвы. Генеральное направление течения реки в верхнем и среднем течении — юго-восток и восток, в нижнем течении после впадения Юрича поворачивает на юг. Русло крайне извилистое, река образует большое количество излучин, часто меняет направление. Верхнее течение проходит по Кудымкарскому району, нижнее — по Карагайскому.
Крупнейшие населённые пункты на реке — Ленинск (Кудымкарский район); Нердва и Воскресенск (Карагайский район). Кроме них река протекает ряд мелких деревень. В селе Нердва на реке запруда. Ширина реки в среднем течении 15-20 метров, в нижнем до 30 метров. Скорость течения у устья 0,1 м/с.
Впадает в Обву у деревни Усть-Нердва ниже посёлка Рождественск.

## Притоки
(указано расстояние от устья)
- река Бодесь (пр)
- 14 км: река Малый Воим (в водном реестре — без названия, пр)
- 17 км: река Воим (лв)
- 24 км: река Юсьва (лв)
- 42 км: река Юрич (лв)
- река Михалка (пр)
- 55 км: река Чельва (лв)
- 60 км: река Большая Тетля (пр)
- река Удва (лв)
- река Нечь (лв)
- 82 км: река Муртымка (лв)
- 88 км: река Муртым (в водном реестре — Сылвожанка, лв)
- 98 км: река Сын (пр)
- река Горец (лв)

## Данные водного реестра
По данным государственного водного реестра России относится к Камскому бассейновому округу, водохозяйственный участок реки — Кама от города Березники до Камского гидроузла, без реки Косьва (от истока до Широковского гидроузла), Чусовая и Сылва, речной подбассейн реки — бассейны притоков Камы до впадения Белой. Речной бассейн реки — Кама.
Код объекта в государственном водном реестре — 10010100912111100009714.